# سامبو جروب
سامبو هي مجموعة تأمين الممتلكات والمسؤولية في شمال أوروبا ولها عمليات في دول الشمال الأوروبي ودول البلطيق والمملكة المتحدة. 
تتكون سامبو من الشركة الأم سامبو بي إل سي، وشركة التأمين (أي أف بي & سي) ، وشركة التأمين الدنماركية (توب دانمارك)، وشركة التأمين البريطانية (هاستنج انشورانس) . تتولى الشركة الأم مسؤولية استراتيجية المجموعة، وتخصيص رأس المال، وإدارة المخاطر، وحسابات المجموعة، وعلاقات المستثمرين، والاستدامة، والشؤون القانونية والضريبية. 
توظف مجموعة سامبو ما يقرب من 15000 موظف.  توربيورن ماجنوسون هو الرئيس التنفيذي.
| اسم                                                     | الأسهم (قطعة) | النسبة المئوية |
| ------------------------------------------------------- | ------------- | -------------- |
| شركة سوليدوم أوي                                        | 166,392,900   | 6.18%          |
| شركة فارما للتأمين المتبادل للمعاشات التقاعدية          | 111,242,100   | 4.13%          |
| شركة إلمارينين للتأمين على المعاشات التقاعدية المتبادلة | 38,480,415    | 1.43%          |
| أوي ليفال إيه بي                                        | 21,050,000    | 0.78%          |
| شركة إيلو للتأمين على المعاشات التقاعدية المتبادلة      | 19,950,000    | 0.74%          |

بنهاية عام ٢٠٢٤، تجاوز عدد مساهمي سامبو ١٩٥ ألف مساهم. حوالي ٦٤٪ من الأسهم مملوكة لمساهمين أجانب ومساهمين مسجلين مرشحين. 

## معنى اسم الشركة
في الأساطير الفنلندية ، يشير اسم " سامبو " إلى آلة أسطورية تقوم بخلق الملح والطعام والدقيق والذهب من العدم.

## أنظر أيضاً
- قائمة الشركات الفنلندية